# Siria ai Giochi della XIX Olimpiade
La Siria partecipò ai Giochi della XIX Olimpiade che si sono svolti a Città del Messico dal 12 al 27 ottobre 1968, con una delegazione di due atleti impegnati nella lotta greco-romana. Fu la seconda partecipazione di questo Paese ai Giochi, vent'anni dopo la presenza a Londra 1948. Non fu conquistata nessuna medaglia.